# Chinchaysuyu
Chinchaysuyu (en quítxua Chinchay Suyu país chincha) va ser un suyu de l'Imperi Inca. Comprenia la regió nord de l'imperi, des de Pasto fins a l'actual província peruana de Caravelí (Arequipa). El nom el deu a la cultura chincha, que va constituir un regne comerciant en el que actualment és la regió d'Ica.